# Большаков, Мирон Николаевич
Миро́н Никола́евич Большако́в (19 февраля 1918, Элекенер, Царевококшайский уезд, Казанская губерния, РСФСР — 11 февраля 1996, Йошкар-Ола, Марий Эл, Россия) — марийский советский поэт, переводчик, журналист, редактор, член Союза писателей СССР с 1958 года. Редактор Марийского книжного издательства (1951—1966), ответственный секретарь редакций газет Марийской АССР «Рвезе коммунист» («Молодой коммунист») и «Марий коммуна» (1936–1951).

## Биография
Родился 19 февраля 1918 года в дер. Элекенер ныне Моркинского района Марий Эл в крестьянской семье.
После окончания семилетней школы в 1934 году поступил на Моркинский медицинский рабфак, но учёбу не завершил из-за по болезни.
С 1936 года начал свою журналистскую деятельность: был литературным сотрудником, заведующим отделом, ответственным секретарём редакций газет «Рвезе коммунист» («Молодой коммунист») и «Марий коммуна».
В 1951—1966 годах работал редактором в Марийском книжном издательстве.
Скончался 11 февраля 1996 года в Йошкар-Оле.

## Литературная деятельность
Первые публикации поэта относятся к 1934 году. Первый сборник стихов «Тулан жап» («Огненное время») был издан в 1943 году.
До 1951 года М. Большаков подписывался псевдонимом Мирон Чойн. В 1958 году принят в Союз писателей СССР.
Более известен читателям как автор басен и сатирических и юмористических стихов, публиковавшихся в периодической печати. В 1960 году они вошли в книгу «Курезе ден Кармывоҥго» («Груздь и Мухомор»).
Писал и стихотворения для детей: в 1951 году совместно с А. Биком выпустил сборник стихов для детей «Тыныс эр» («Мирное утро»). Позже вышли сборники «Кӧ тиде?» («Кто это?»), «Маска молан ошемын?» («Отчего побелел медведь?»), многие стихотворения из которых публиковались в альманахе «Эрвий». Поэмы-сказки в переводе на русский язык вошли в книгу «Добрый Яндывай».
Многие его лирические стихотворения были положены марийскими композиторами на музыку.
Известен и как очеркист, лучшие произведения были включены в сборник «Чон моторлык» («Красота души»).
Также был переводчиком: перевёл на марийский язык главы из романа М. Шолохова «Они сражались за Родину», стихотворения Т. Шевченко, А. Кольцова, Н. Тихонова, С. Щипачёва, И. Уткина, В. Каверина, Е. Кононенко, произведения А. Гайдара, Х. Ботева, М. Залки, А. Виспи и других классиков мировой литературы. Лучшие стихотворения поэта переведены на русский, чувашский, мордовский и удмуртский языки.
За вклад в развитие марийской литературы и журналистики трижды награждался Почётной грамотой Президиума Верховного Совета Марийской АССР.

## Основные произведения
Далее представлен список основных произведений М. Большакова на марийском и в переводе на русский язык:

### На марийском языке
- Тулан жап: почеламут-шамыч [Огненное время: стихи]. ― Йошкар-Ола, 1943. ― 80 с.
- Почеламут-влак // С. Вишневский. Мемнан мурына. ― Йошкар-Ола, 1949. ― С. 39—64.
- Тыныс эр: почеламут-влак [Мирное утро: стихи для детей] / А. Бик, М. Большаков. ― Йошкар-Ола, 1951. ― 56 с.
- Почеламут-влак // Пеледме корно. ― Йошкар-Ола, 1951. ― С. 368—374.
- Курезе ден Кармывоҥго: басня ден мыскара почеламут-влак [Груздь и Мухомор: басни и сатирические стихи]. ― Йошкар-Ола, 1960. ― 40 с.
- Шочмо кундем: почеламут-влак [Мой край родной: стихи]. ― Йошкар-Ола, 1963. ― 72 с.
- Кече шыргыжеш: почеламут ден йомак-влак [Солнце улыбается: стихи и сказки]. ― Йошкар-Ола, 1966. ― 28 с.
- Шондык тич поянлык: мыскара [Переполненный сундук: сатира]. ― Йошкар-Ола, 1970. ― 48 с.
- Чон моторлык: ойлымаш ден очерк-влак [Красота души: рассказы и очерки]. ― Йошкар-Ола, 1976. ― 136 с.
- Уремыште шошо: почеламут ден басня-влак [Весна на улице: стихи и басни]. ― Йошкар-Ола, 1978. ― 128 с.
- Почеламут-влак // Ончыко. 1978. № 1. С. 86—92.
- Кӧрган ковышта; Ӱскырт ӱшкыж: басня-влак // Чодыра памаш. ― Йошкар-Ола, 1979. ― С. 39.
- Кӧ тиде?: почеламут, йомак [Кто это?: стихи, сказка]. ― Йошкар-Ола, 1981. ― 32 с.
- Почеламут-влак // Ончыко. 1984. № 3. С. 35—36.
- Пиал: почеламут // Ончыко. 1987. № 5. С. 11—12.
- Колам йӱкетым: почеламут // Ончыко. 1988. № 2. С. 86.
- Почеламут-влак // Ончыко. 1993. № 1. С. 68—70.

## В переводе на русский язык
- Счастье; Жду тебя порой весенней...: стихи / пер. В. Панова // Дружба. ― Йошкар-Ола, 1978. ― С. 50—51.
- Соловьиный мотив // Поделков С. Созвездие: книга переводов. ― М., 1982. ― С 20—21.
- Стихи // Соловьиный родник. ― Йошкар-Ола, 1984. ― С. 144—151.
- Добрый Яндывай: поэмы-сказки / пер. В. Борисова. ― Йошкар-Ола, 1985. ― 24 с.
- Счастье; Жду тебя // Братство песенных сердец: стихи / пер. В. Панова. ― Йошкар-Ола, 1990. ― С. 41—42.

## Признание
- Почётная грамота Президиума Верховного Совета Марийской АССР (1945, 1951, 1978)[8][2]

## Память
Именем поэта М. Большакова названа улица в его родной деревне Элекенер в Моркинском районе Марий Эл.